# Disability-adjusted life year
     nessun dato
     meno di 9250
     9250-16000
     16000-22750
     22750-29500
     29500-36250
     36250-43000
     43000-49750
     49750-56500
     56500-63250
     63250-70000
     70000-80000
     più di 80000

Disability-adjusted life year per tutte le cause per 100.000 abitanti nel 2004.
nessun dato
meno di 9250
9250-16000
16000-22750
22750-29500
29500-36250
36250-43000
43000-49750
49750-56500
56500-63250
63250-70000
70000-80000
più di 80000

Il disability-adjusted life year o DALY (in italiano: attesa di vita corretta per disabilità) è una misura della gravità globale di una malattia, espressa come il numero di anni persi a causa della malattia, per disabilità o per morte prematura.

## Descrizione
Originariamente sviluppato, nel 1990, dalla Harvard University per la Banca Mondiale, l'Organizzazione Mondiale della Sanità (OMS) lo ha adottato a partire dal 2000. Il DALY è una misura sempre più comune nel settore della sanità pubblica e nella valutazione dell'impatto sulla salute delle malattie. Esso estende il concetto di anni di vita potenziali persi a causa di una morte prematura includendo gli anni di vita "sana" persi in virtù del cattivo stato di salute o di disabilità". In tal modo, la mortalità e la morbilità sono combinati in un unico indicatore comune.
Tradizionalmente, le passività della salute sono state espresse utilizzando una sola misura: (valore atteso) di "anni di vita persi" (Years of Life Lost YLL). Questa misura non tiene conto dell'impatto della disabilità provocata dalla malattia, che può essere espressa in: "anni vissuti con disabilità" (Years Lived with Disability YLD). La misura DALY è calcolata tramite la somma di questi due componenti. In una formula:
DALY = YLL + YLD.
Il DALY si basa sull'accettazione del fatto che la misura più appropriata degli effetti di una malattia cronica è il tempo, sia quello perso per via di una morte prematura, sia quello trascorso nella disabilità della malattia. Un DALY, pertanto, è pari ad un anno di vita perso. Statistiche giapponesi sulla speranza di vita vengono utilizzate come riferimento per la misura della morte prematura, in quanto i giapponesi sono il popolo che gode dell'aspettativa di vita più lunga.
Studiando la gravità della malattia per mezzo del DALY, si possono osservare dati sorprendenti sulla salute di una popolazione. Ad esempio, un rapporto dell'OMS del 1990 ha indicato che 5 delle 10 principali cause di disabilità erano patologie psichiatriche. Le condizioni psichiatriche e neurologiche rappresentano circa il 28% di tutti gli anni vissuti con disabilità, ma solo 1,4% di tutti i decessi e l'1,1% degli anni di vita persi. Si può così notare che i disturbi psichiatrici, anche se tradizionalmente non vengono considerati come un grave problema epidemiologico, hanno un enorme impatto sulle popolazioni in termini di anni di vita persi.

## Calcolo del DALY
Il disability-adjusted life year è una misura sociale della malattia o il carico di disabilità nelle popolazioni. I DALY sono calcolati combinando misure di aspettativa di vita e la qualità della vita regolata nel corso di una malattia o durante una disabilità gravosa per una popolazione. I DALY sono legati alla misura del QALY ; tuttavia  il QALY può misurare solo il vantaggio con e senza intervento medico e quindi non misurare il peso totale. Inoltre il QALY è una misura individuale e non una misura sociale.
Tradizionalmente la condizione di cattiva salute viene espressa utilizzando una misura: gli anni di vita persi (YLL)  per via della morte prematura rispetto all'aspettativa di vita che il soggetto aveva. Una condizione medica che non provoca una morte prematura non viene considerata. Gli anni persi a causa di disabilità che inficiano la qualità di vita (YLD) misurano la gravità del vivere con una malattia o una determinata disabilità.
I DALY sono calcolati prendendo la somma di  due componenti :
DALY = YLL + YLD

## Esempi

### Australia
Cancro (25,1/1000), malattie cardiovascolari (23,8/1000), malattie mentali (17,6/1000), malattie neurologiche (15,7/1000), patologie respiratorie croniche (9,4/1000) e diabete (7,2/1000) sono le principali cause di anni di vita persi per disabilità e morte prematura.

## Storia
Il DALY è stato per la prima volta proposto nei lavori effettuati da Murray e Lopez per l'Organizzazione Mondiale della Sanità e per la Banca Mondiale e pubblicati nel 1990. Oggi è una misura largamente utilizzata.